# 棕尾火背鷴
棕尾火背鷴（Lophura erythrophthalma）是分佈在汶萊、印尼、馬來西亞及新加坡的雉。牠們棲息在亞熱帶或熱帶低地潮濕森林。牠們受到失去棲息地威脅。

## 外部連結
- BirdLife Species Factsheet （页面存档备份，存于）